# Hiệp ước Vis
Hiệp ước Vis (Serbo-Croatia và Slovene: Viški sporazum), hay còn gọi là Hiệp định Tito-Šubašić, là một nỗ lực của phe Phương Tây để sáp nhập chính phủ Hoàng gia Nam Tư lưu vong với phía Cộng sản Nam Tư Partisan đang chiến đấu với phe Trục hiện chiếm đóng Nam Tư trong thế chiến II và là phe đứng đầu thực tế của các nước đã giải phóng.
Hiệp ước được ký tại đảo Dalmatia của Vis (ở Croatia) vào ngày 17 tháng 6 năm 1944. với Josip Broz Tito, lãnh đạo phe Partisan, và Ivan Šubašić, Thủ tướng Chính phủ Hoàng gia lưu vong của Croatia tự trị thời tiền chiến là Vương quốc Nam Tư. Việc xây dựng chính phủ mới được hoãn lại cho đến ngày 2 tháng 11 năm 1944, khi Hiệp định Belgrade được ký. Theo điều khoản, chính phủ lâm thời sẽ lên nắm quyền cho đến khi nhân dân quyết định chế độ lãnh đạo đất nước khi bầu cử dân chủ. Šubašić trở thành Bộ trưởng Bộ ngoại giao của chính phủ liên kết với Tito. Tuy nhiên quyền lực thực sự nằm trong tay phe Cộng sản Hội đồng chống Phát xít Giải phóng Nhân dân Nam Tư.
Hiệp ước không còn hiệu lực sau khi bầu cử (do Anh giám sát) vào mùa thu năm 1945, với quyền lực tối cao thuộc về phe Cộng sản. Šubašić và các đồng sư khác được nhà vua bổ nhiệm đã từ chức vào tháng 10 năm 1945. Ngày 29 tháng 11 năm 1945, Liên bang Cộng hòa Xã hội chủ nghĩa Nam Tư chính thức hoạt động.